# ایدامای (ویرجینیای غربی)
ایدامای(به انگلیسی: Idamay) شهری در ایالت ویرجینیای غربی کشور ایالات متحده آمریکا است که جمعیت آن در سرشماری سال ۲۰۱۰ میلادی، ۶۱۱ نفر بوده‌است.